# Gubernatorstwo Nabul
Gubernatorstwo Nabul (arab. ولاية نابل, fr. Gouvernorat de Nabeul) – jest jednym z 24 gubernatorstw w Tunezji, znajdujące się w północno-wschodniej części kraju. Siedzibą jest Nabul.

## Geografia
Gubernatorstwo znajduje się w północno-wschodniej części kraju, na półwyspie Al-Watan al-Kibli. Od północy i wschodu granicę wyznacza Morze Śródziemne - długość tej granicy wynosi 300 km, co stanowi 1/5 tunezyjskiej linii brzegowej.
Gubernatorstwo obejmuje obszar o powierzchni 2 788 km².

## Infrastruktura

### Transport
Sieć drogowa łączy region z gubernatorstwami ościennymi.
Długość autostrad wynosi 38 km. Autostrada łączy obszar gubernatorstwa ze stolicą państwa. 

Odległość stolicy gubernatorstwa od portów lotniczych: 
- Enfidha-Hammamet: 60 km
- Tunis-Kartagina: 67 km.[2]

Na terenie gubernatorstwa znajdują się 4 porty morskie: Beni Khiar, Kelibia, El Haouaria, Sidi Daoud.

Długość dróg kolejowych wynosi: 50 km

### Komunikacja
Liczba stałych abonentów telefonicznych wynosi: 74 728.

Na jeden urząd pocztowy przypada 10 800 mieszkańców.

### Zaopatrzenie
Poziom wyposażenia gubernatorstwa w poszczególne elementy infrastruktury technicznej przedstawia się następująco:
- elektryfikacja: 99,7%,
- zaopatrzenie w wodę pitną: 99,1%.[2]

## Demografia
Populacja gubernatorstwa wynosi 762 600 osób.

Wzrost demograficzny: 1,32%.

Liczba pracujących (257 732 osoby) w podziale na sektory:
- rolnictwo 21,5%,
- przetwórstwo przemysłowe 26,7%,
- inne sektory 26,7%.[3]

Wskaźnik urbanizacji wynosi 66,3%.